# Roberto Palmarocchi
Roberto Palmarocchi (Firenze, 7 giugno 1887 – 1956) è stato uno storico e giornalista italiano.

## Biografia
Formatosi come impiegato dell'Archivio di Stato di Firenze, intraprese la carriera giornalistica, collaborando a "La Voce" di Prezzolini e a "L'Unità" di Salvemini. Dal 1915 al 1926, con Antonio Ciaccheri Bellanti, assunse la proprietà e la direzione della "Rassegna Nazionale". Al giornalismo alternò l'attività letteraria, come narratore, storico della letteratura, e come traduttore di autori francesi come Romain Rolland, Voltaire, Marat, Alfred De Musset, Frantz Funck-Brentano per editori quali  Formiggini e  Bemporad. Come storico e archivista è ricordato per le importanti edizioni di Francesco Guicciardini, pubblicate per gli Scrittori d'Italia Laterza (1931-1936), per le edizioni dell'Istituto storico italiano per l'eta moderna e contemporanea (1938-1951), per Rizzoli (1941-1942). Importanti anche le edizioni delle Prediche e del Quaresimale del 1496 di Girolamo Savonarola (Firenze, La nuova Italia, 1933-1935) e dei Cronisti del Trecento (Milano, Rizzoli, 1935).

## Opere principali

### Narrativa
- I castelli delle carte. Romanzo, Firenze, La Voce, 1923
- Io non esisto. Novelle, Firenze, La Voce, 1923

### Storia della letteratura francese
- Anatole France, Roma, Formiggini, 1924
- Letteratura francese contemporanea, Roma, La Voce, 1927

### Storia medievale e umanistica
- L'abbazia di Montecassino e la conquista normanna, Roma, Loescher, 1913
- Saggio d'inventario del Mediceo avanti il Principato, Firenze, Tip. Galileiana, 1913
- La politica italiana di Lorenzo de' Medici, Firenze, Olschki, 1933
- I Villani: Giovanni, Matteo e Filippo Villani,	Torino, Paravia, 1937
- Lorenzo de' Medici, Torino, UTET, 1941